# الرقه العليا (شرس)

تعديل مصدري - تعديل

الرقه العليا هي إحدى قرى عزلة شرس الاعلى بمديرية شرس التابعة لمحافظة حجة، بلغ تعداد سكانها 244 نسمة حسب تعداد اليمن لعام 2004.